# 阿尔弗雷德·奥斯汀

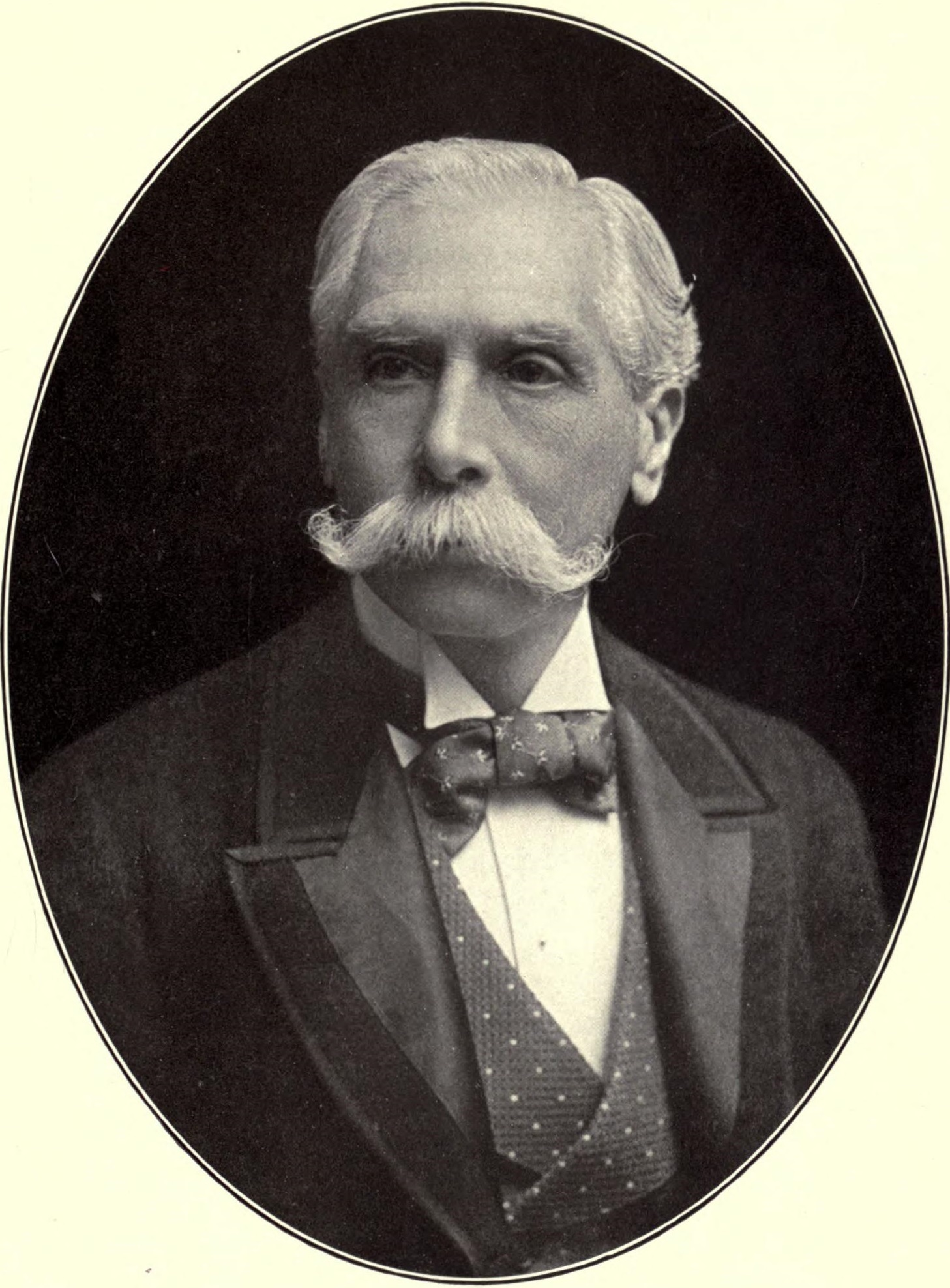
阿尔弗雷德·奥斯汀

阿尔弗雷德·奥斯汀 (1835年5月30日—1913年6月2日) 英国诗人。1896年，被評為英國桂冠詩人。不過他是因為在1895年大选中支持保守党领袖第三代索爾斯伯利侯爵羅伯特·蓋斯科因-塞西爾，爾後才被評為英國桂冠詩人。奥斯汀的诗歌以赞美自然的田园诗為主。